# Enzo Maresca
Vincenzo 'Enzo' Maresca (Pontecagnano Faiano, 10 februari 1980) is een Italiaans voormalig  voetballer die bij voorkeur op het middenveld speelde.

## Carrière

### Voetballer
Maresca stroomde door vanuit de jeugdopleiding van Cagliari, maar debuteerde in 1998 in het betaald voetbal in het shirt van West Bromwich Albion, destijds actief in de First Division. In 2000 verkaste Maresca naar Juventus, waarvoor hij debuteerde in zijn geboorteland en waarmee hij in 2002 kampioen van Italië werd.
Maresca scoorde in de gewonnen finale van de UEFA Cup van 2005/06 twee keer voor Sevilla, tegen Middlesbrough. Hij werd na afloop van de wedstrijd uitgeroepen tot 'Man of the Match'. Het bijbehorende prijzengeld van €10.000,- doneerde hij aan een ziekenhuis in Sevilla.
Maresca kwam vijftien keer uit voor het Italiaans elftal onder 21 jaar.

### Voetbaltrainer
In augustus 2020 werd Maresca aangenomen als hoofdtrainer van het Elite Development team van de Engelse landskampioen Manchester City. Nadat hij in mei 2021 de Premier League 2-titel won met die ploeg werd bekend dat hij een contract had getekend als hoofdtrainer van Parma.
Zijn dienstverband bij de recent gedegradeerde club was van korte duur, want op 23 november 2021 werd hij ontslagen. De teleurstellende resultaten van het team in de Serie B waren de aanleiding van zijn ontslag. Een halfjaar na zijn vertrek uit Parma keerde hij terug bij Manchester City, waar hij assistent-trainer werd van Josep Guardiola. Als assistent-trainer was hij betrokken bij het elftal dat in 2023 de Treble wist te winnen; Premier League, FA Cup en UEFA Champions League.
Op 16 juni 2023 tekende Maresca een driejarig contract bij Leicester City. Maresca moest The Foxes direct na hun degradatie terugleiden naar de Premier League. Hij slaagde in die missie door het elftal, met daarin onder andere Jamie Vardy, Harry Winks en Kiernan Dewsbury-Hall, naar het kampioenschap in het Championship te leiden. Maresca werd dat seizoen viermaal verkozen tot 'Manager van de Maand'.
Maresca werd per 1 juli 2024 aangesteld als hoofdtrainer van Chelsea. Op 28 mei 2025 won Maresca zijn eerste trofee als hoofdtrainer van Chelsea door de UEFA Conference League te winnen na Real Betis met 4-1 te hebben verslagen in de finale, wat betekende dat Chelsea het enige team werd dat alle drie de huidige belangrijkste UEFA-competities won (met deze overwinning werd Chelsea overigens de enige club ooit die de UEFA Champions League, UEFA Europa League, UEFA Cup Winners' Cup en UEFA Conference League wist te winnen). Op 13 juli 2025 leidde hij zijn team naar de overwinning in de FIFA Club World Cup 2025, de eerste editie van de uitgebreide competitie; de finale werd met 3-0 gewonnen van UEFA Champions League-winnaar Paris Saint-Germain. Het was de tweede trofee die hij won in zijn debuutseizoen met de club.

## Erelijst

### Als speler
| Competitie          |          |                  |          |          |
| Competitie          | Aantal   | Jaren            |          |          |
| Juventus            | Juventus | Juventus         | Juventus | Juventus |
| ------------------- | -------- | ---------------- | -------- | -------- |
| Serie A             | 1x       | 2001/02          |          |          |
| Sevilla             |          |                  |          |          |
| UEFA Cup            | 2x       | 2005/06, 2006/07 |          |          |
| UEFA Super Cup      | 1x       | 2006             |          |          |
| Copa del Rey        | 1x       | 2006/07          |          |          |
| Supercopa de España | 1x       | 2007             |          |          |
| Palermo             |          |                  |          |          |
| Serie B             | 1x       | 2013/14          |          |          |

### Als trainer
| Competitie               |                          |                          |                          |                          |
| Competitie               | Aantal                   | Jaren                    |                          |                          |
| Manchester City onder 23 | Manchester City onder 23 | Manchester City onder 23 | Manchester City onder 23 | Manchester City onder 23 |
| ------------------------ | ------------------------ | ------------------------ | ------------------------ | ------------------------ |
| Premier League 2         | 1x                       | 2020/21                  |                          |                          |
| Leicester City           |                          |                          |                          |                          |
| EFL Championship         | 1x                       | 2023/24                  |                          |                          |
| Chelsea                  |                          |                          |                          |                          |
| UEFA Conference League   | 1x                       | 2024/25                  |                          |                          |
| FIFA Club World Cup      | 1x                       | 2025                     |                          |                          |